# Ratusz w Ząbkowicach Śląskich

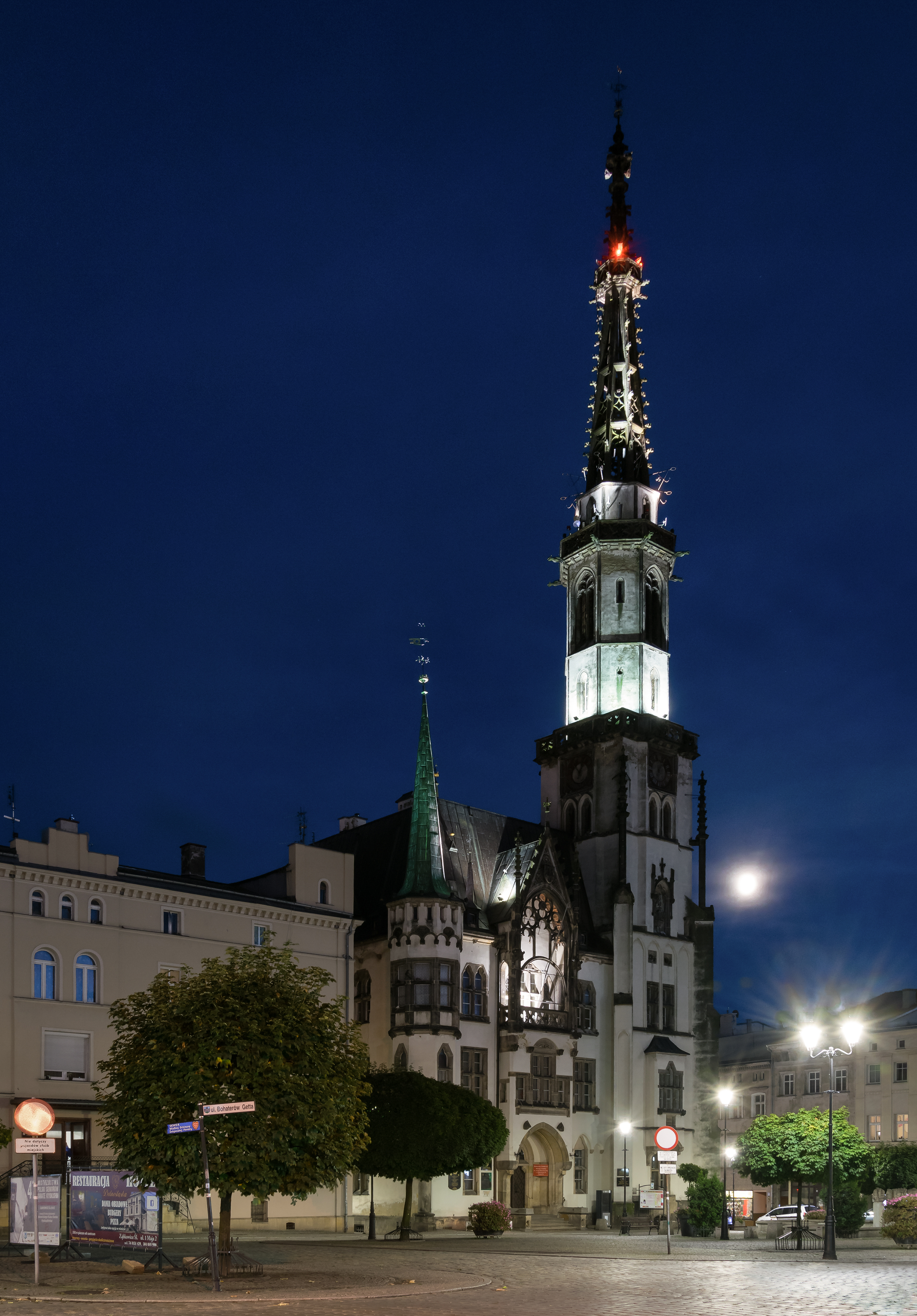
Ratusz o zmierzchu

Ratusz w Ząbkowicach Śląskich – wzniesiona w 1864 r. neogotycka budowla, ulokowana na rynku miejskim, w bloku zabudowy śródrynkowej. Obecnie jest siedzibą kilku instytucji miejskich.

## Historia
Pierwsza wzmianka o ratuszu w Ząbkowicach Śląskich pochodzi z 1335 roku. Był to obiekt drewniany, wzniesiony wkrótce po założeniu miasta. Kolejną budowlę wzniesiono w latach 1533–1534. W 1618 roku podwyższono ratuszową wieżę. Kolejny jej remont miał miejsce w 1799 roku. W latach 1827–1828 dokonano przebudowy obiektu w stylu klasycystycznym. 24 kwietnia 1858 roku ratusz spłonął w wyniku wielkiego pożaru miasta. Na miejscu dawnego obiektu, który – z wyjątkiem wieży – został rozebrany, w latach 1862–1864 wybudowano obecny ratusz, według projektu Alexisa Langera z Wrocławia, przy czym zaadaptowano wieżę ocalałą po pożarze poprzedniego obiektu. Budowla była remontowana w latach 1975–1976 i 1992-1996.
Decyzją wojewódzkiego konserwatora zabytków z dnia 5 maja 1981 roku ratusz został wpisany do rejestru zabytków.

## Architektura
Ratusz jest budowlą wzniesioną na planie kwadratu, czterotraktową i z obszerną sienią od zachodu. Bryła ma trzy kondygnacje, wznosi się nad nią 72 metrowa wieża z tarczami zegarowymi, zwieńczona szpiczastym, ażurowym hełmem. Nad głównym wejściem do obiektu widnieje stary herb miejski, niżej po prawej i lewej herby: Podiebradów i Auerspergów – dwóch rodów znacząco zasłużonych dla miasta. Ratusz posiada wysokiej wartości architektonicznej neogotyckie detale kamieniarskie takie jak: wieżyczki kwiatony, maswerki, wimpergi, maszkarony i rzygacze. Pomieszczenia są bogato zdobione detalami architektonicznymi, portalami, boazeriami i malarstwem ściennym.
Obecnie ratusz jest siedzibą kilku instytucji, m.in. mieści się tam Urząd Stanu Cywilnego i Biblioteka Publiczna Miasta i Gminy im. Księgi Henrykowskiej.

## Zegar
W 1618 r. na wieży ówczesnego ratusza kosztem 600 talarów zamontowano mechanizm zegarowy, tzw. „pół zegar”, posiadający tarcze numerowane od 1 do 12, w odróżnieniu do swojego poprzednika, który posiadał numerację w systemie 24-godzinnym. W 1686 r. rada miejska postanowiła o wykonaniu nowego zegara. Zegar na wieży wraz z całym ratuszem został zniszczony w wyniku pożaru miasta w 1858 r. Ukończony w 1865 r. kolejny gmach ratusza również otrzymał wysoką na 75 m wieżę z zegarem. Jego mechanizm zachował się do dziś, choć nie jest czynny.

## Galeria

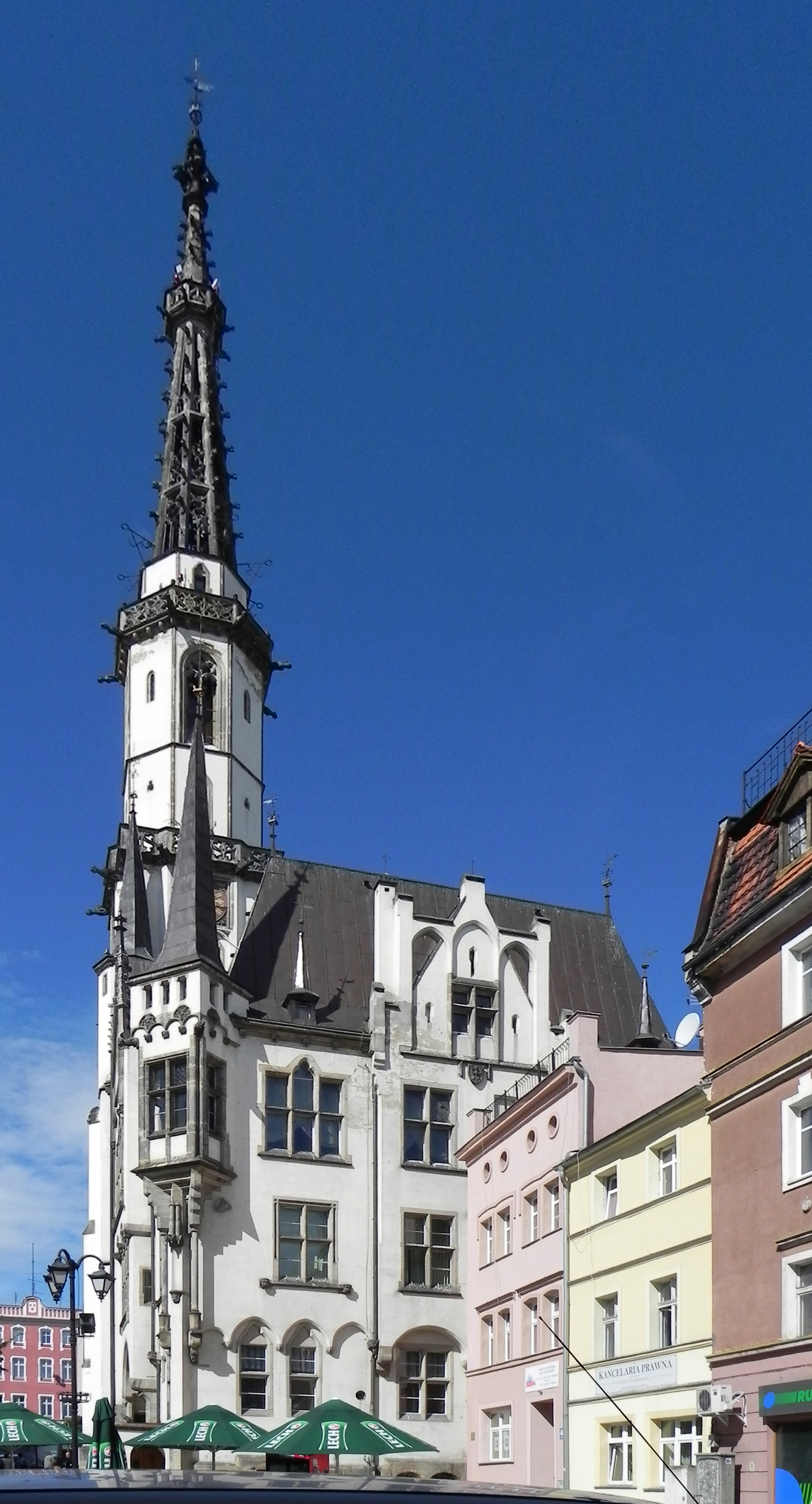
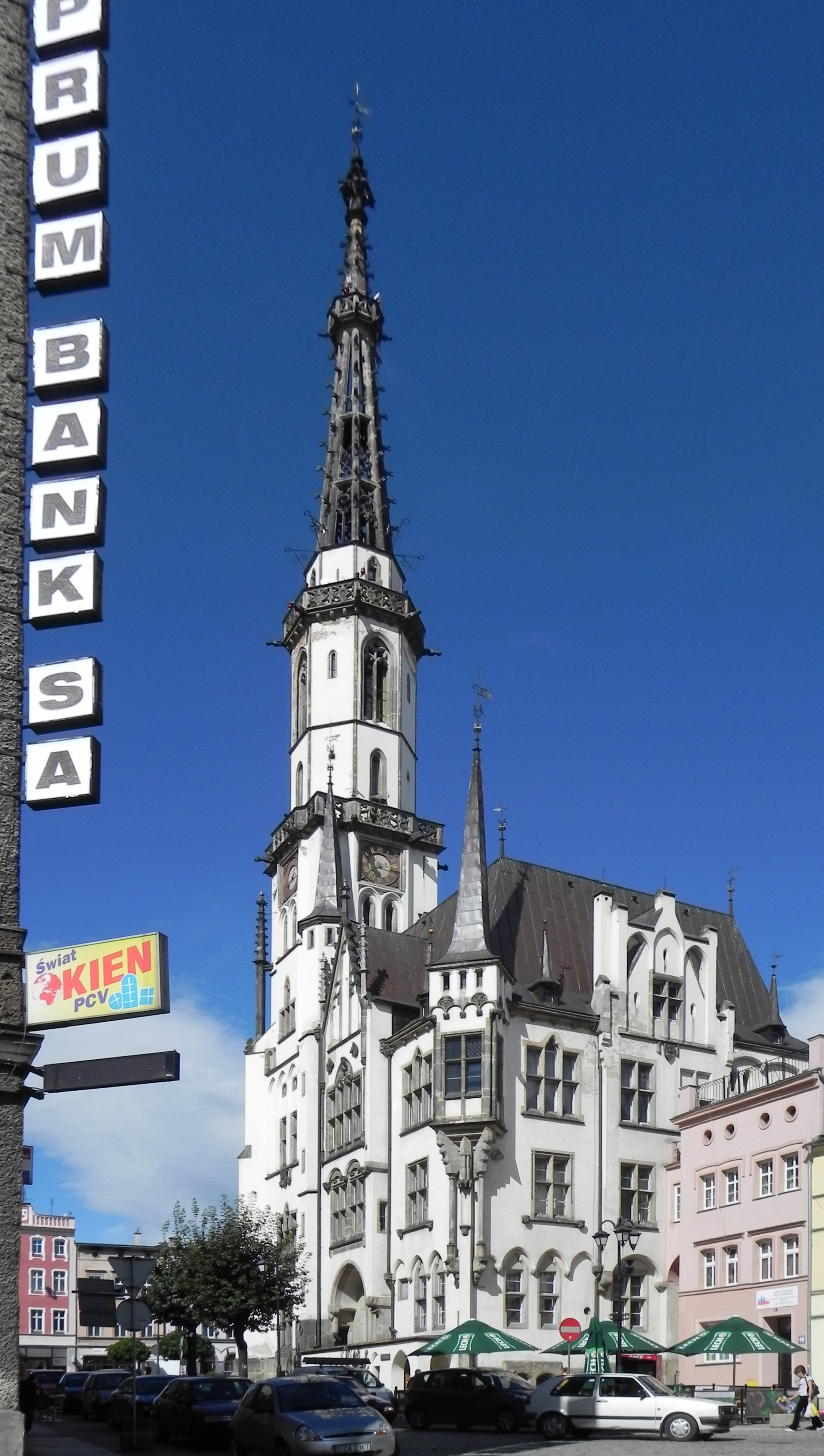
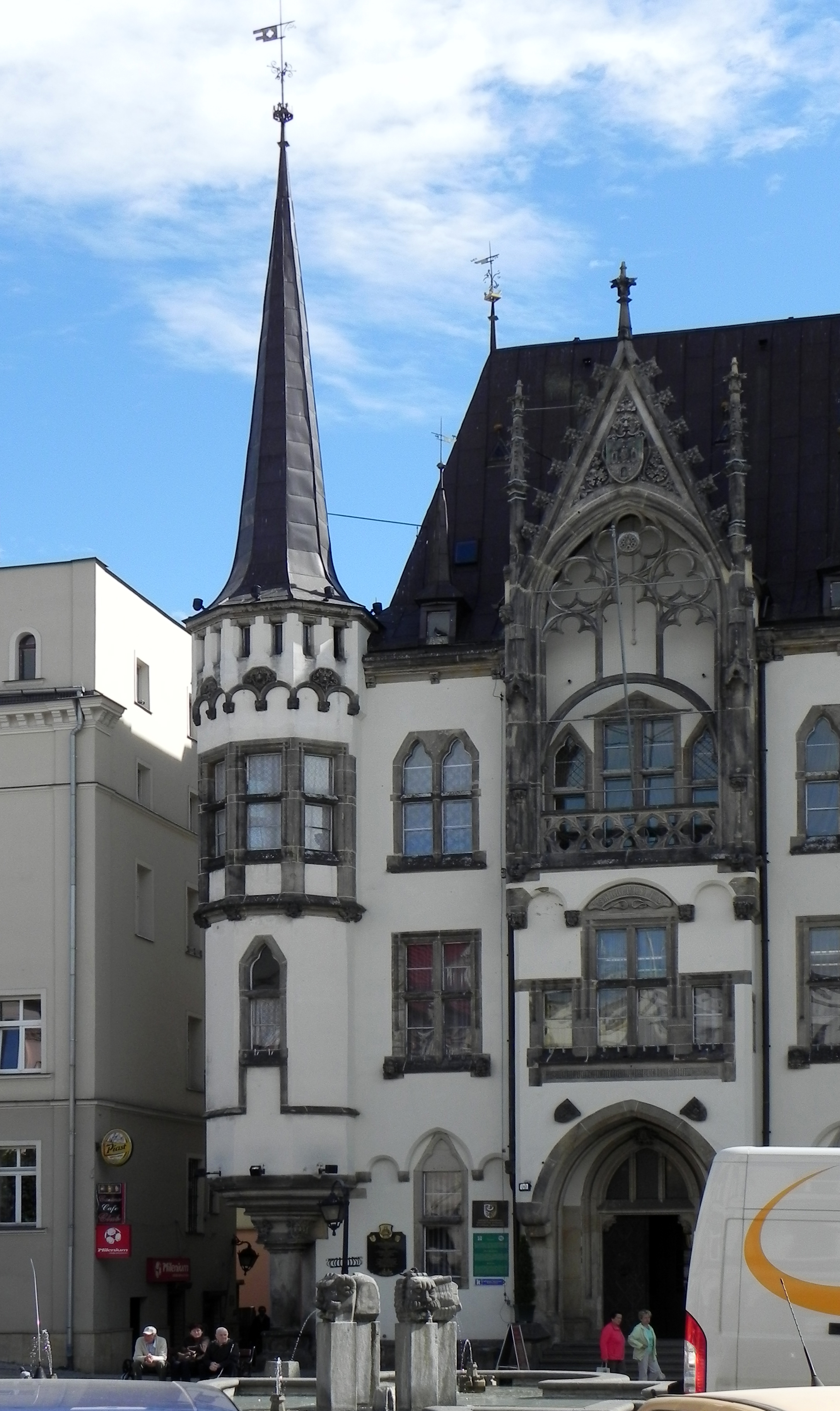
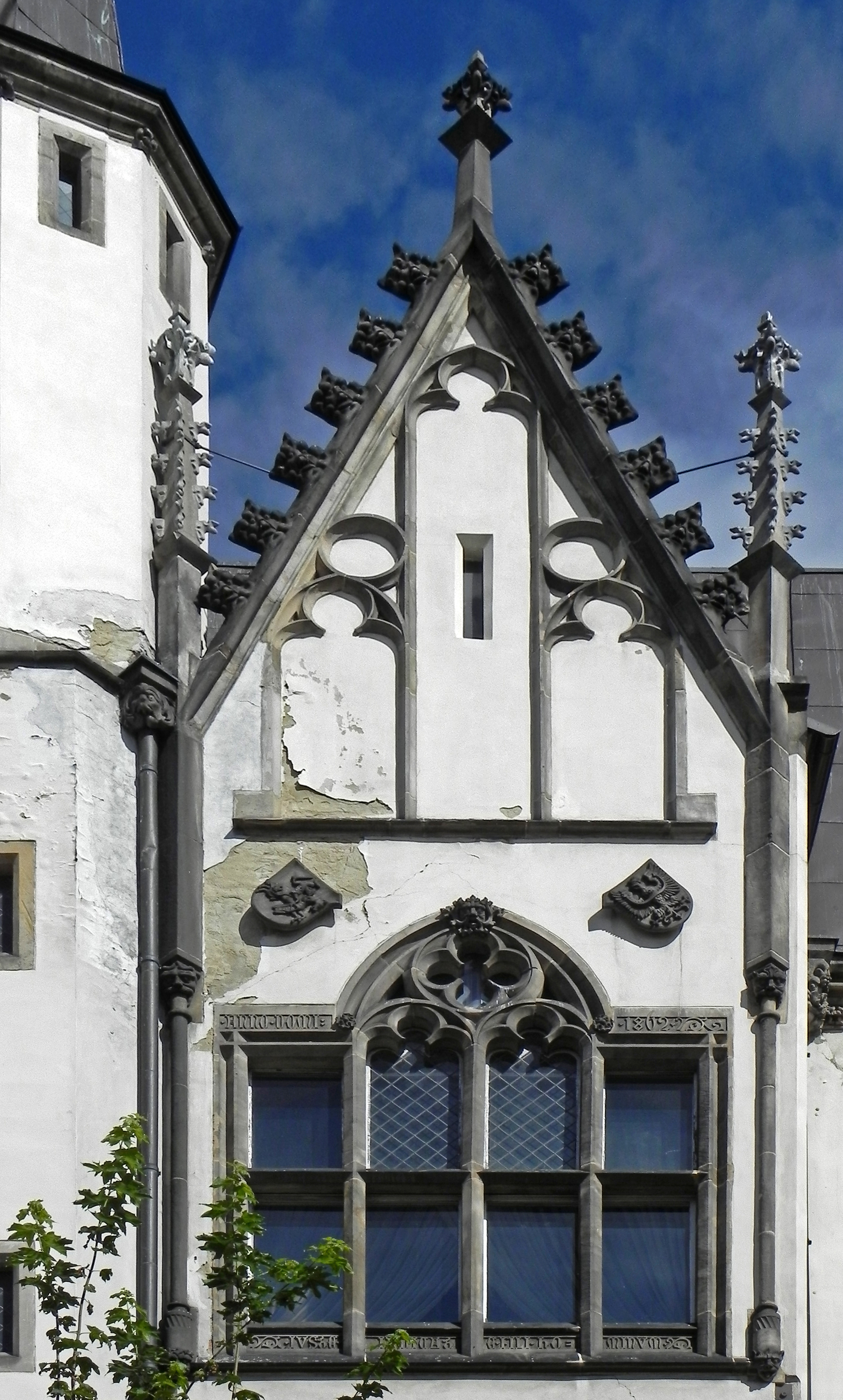
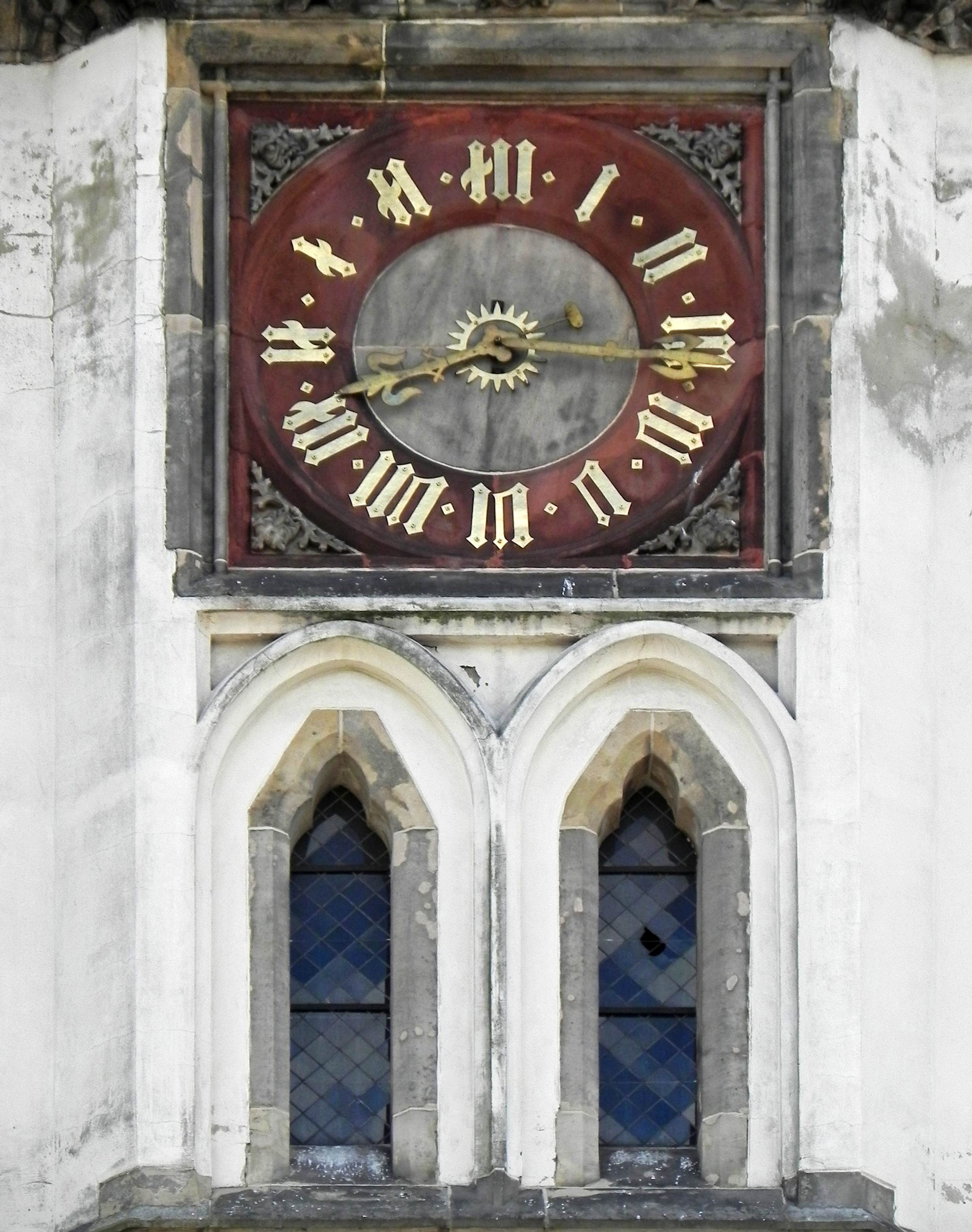
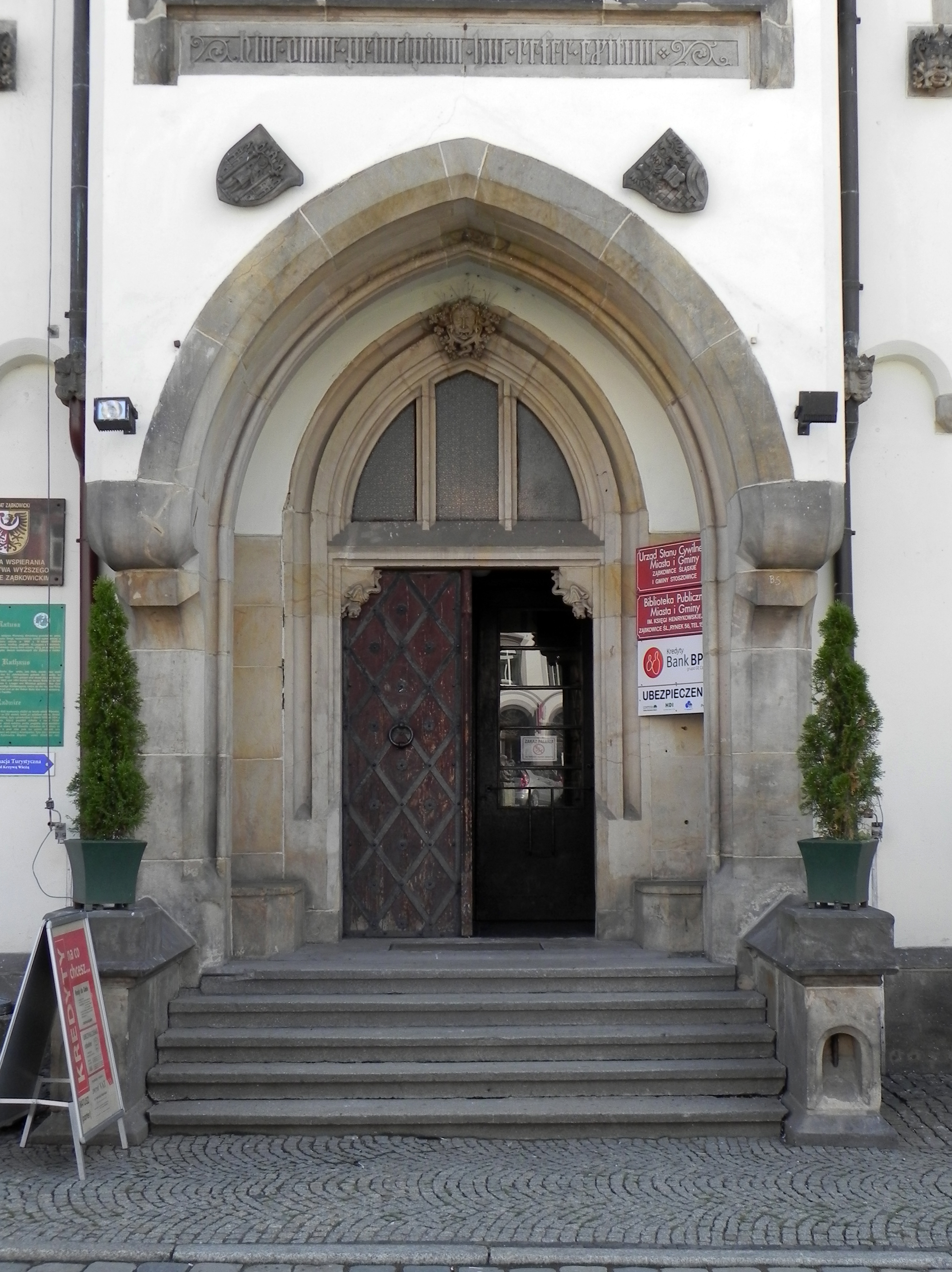
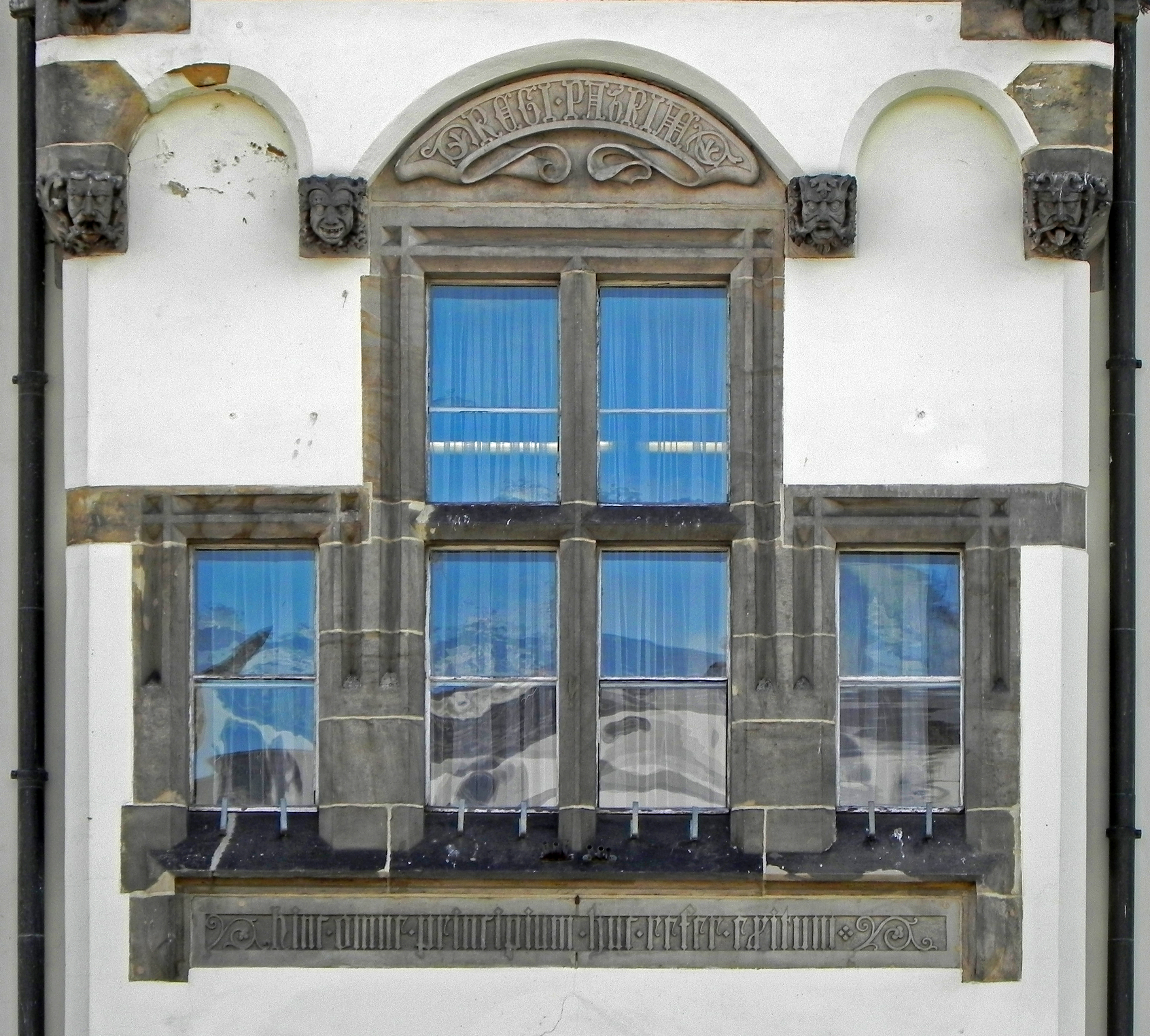
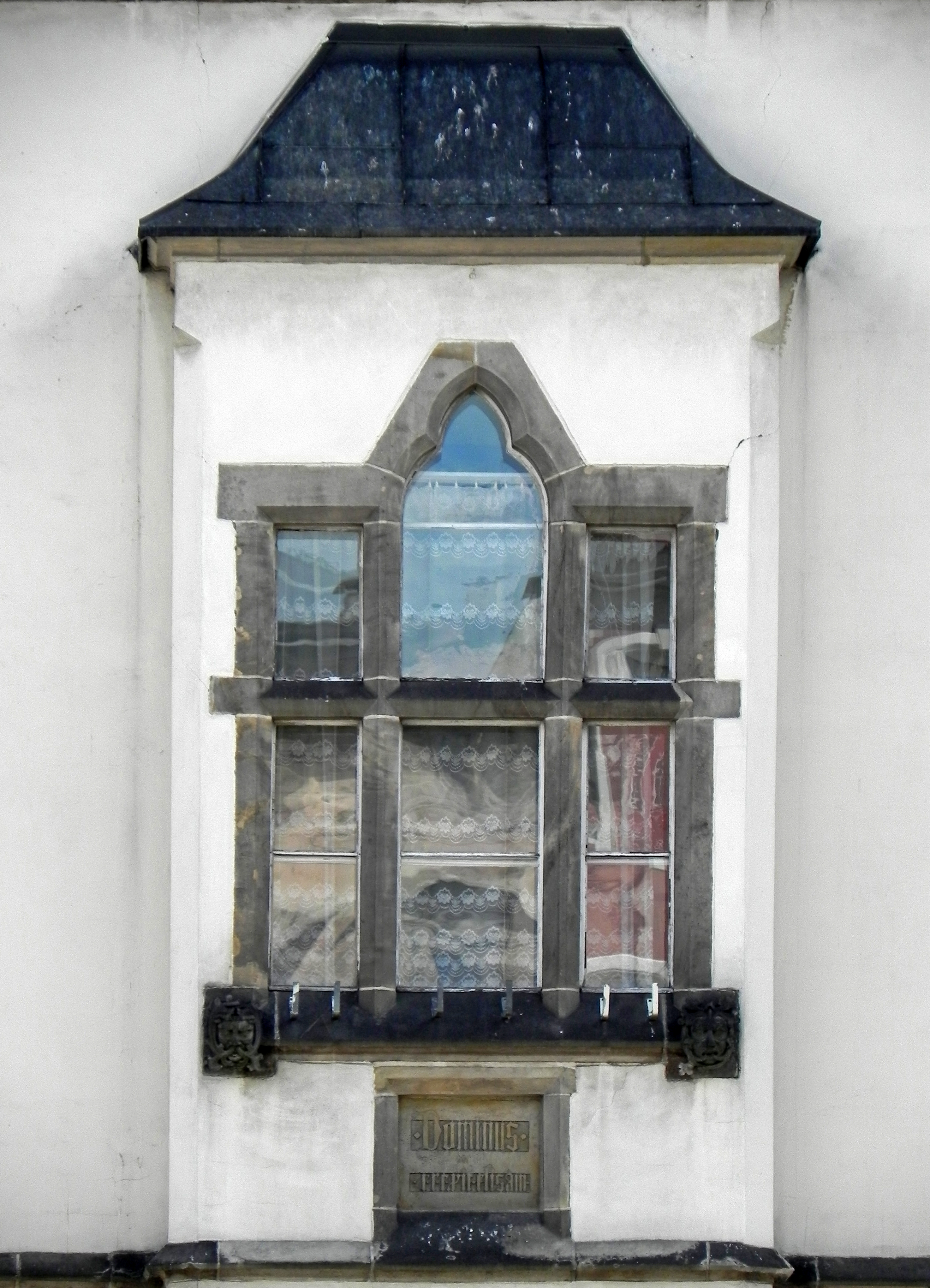
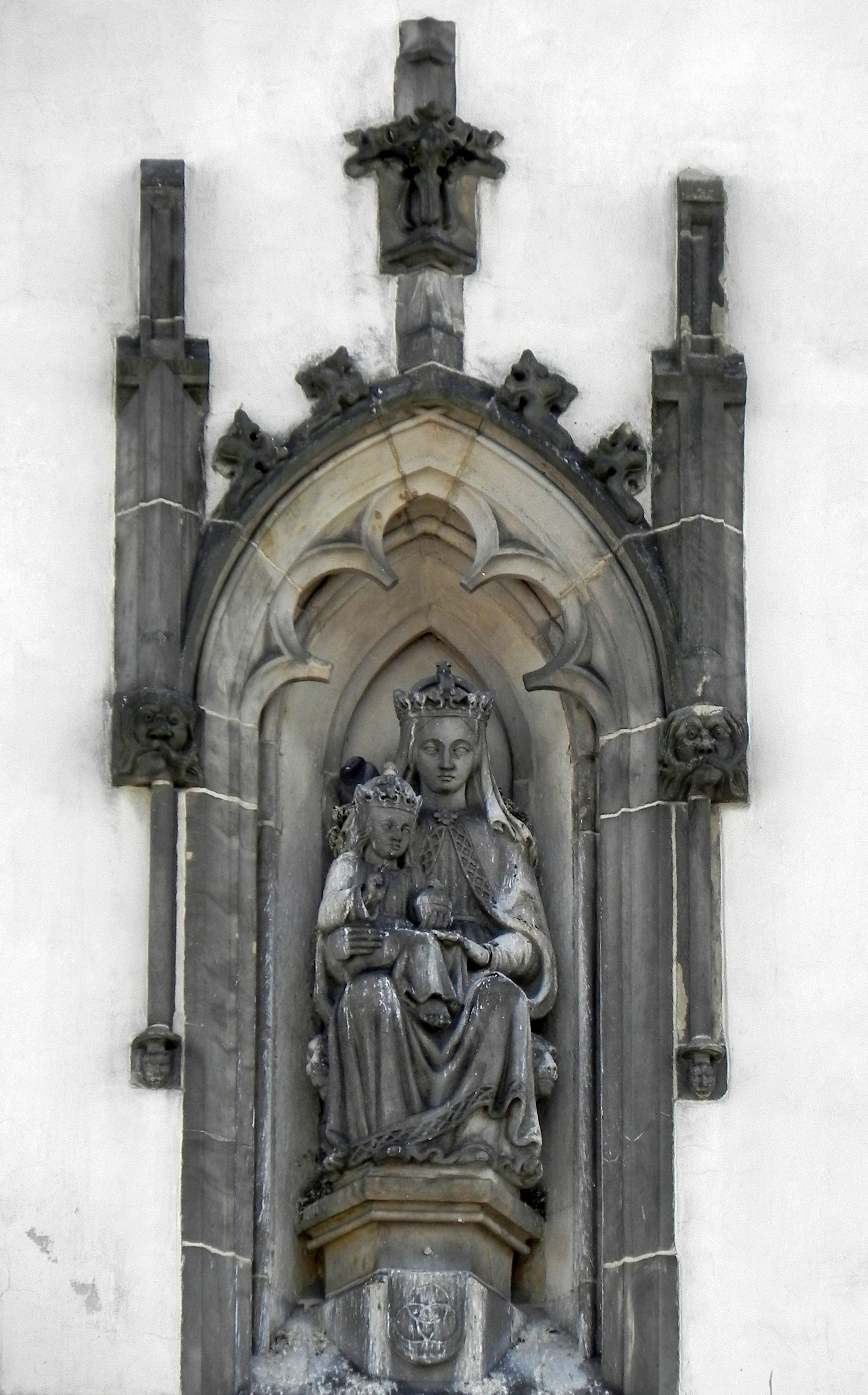
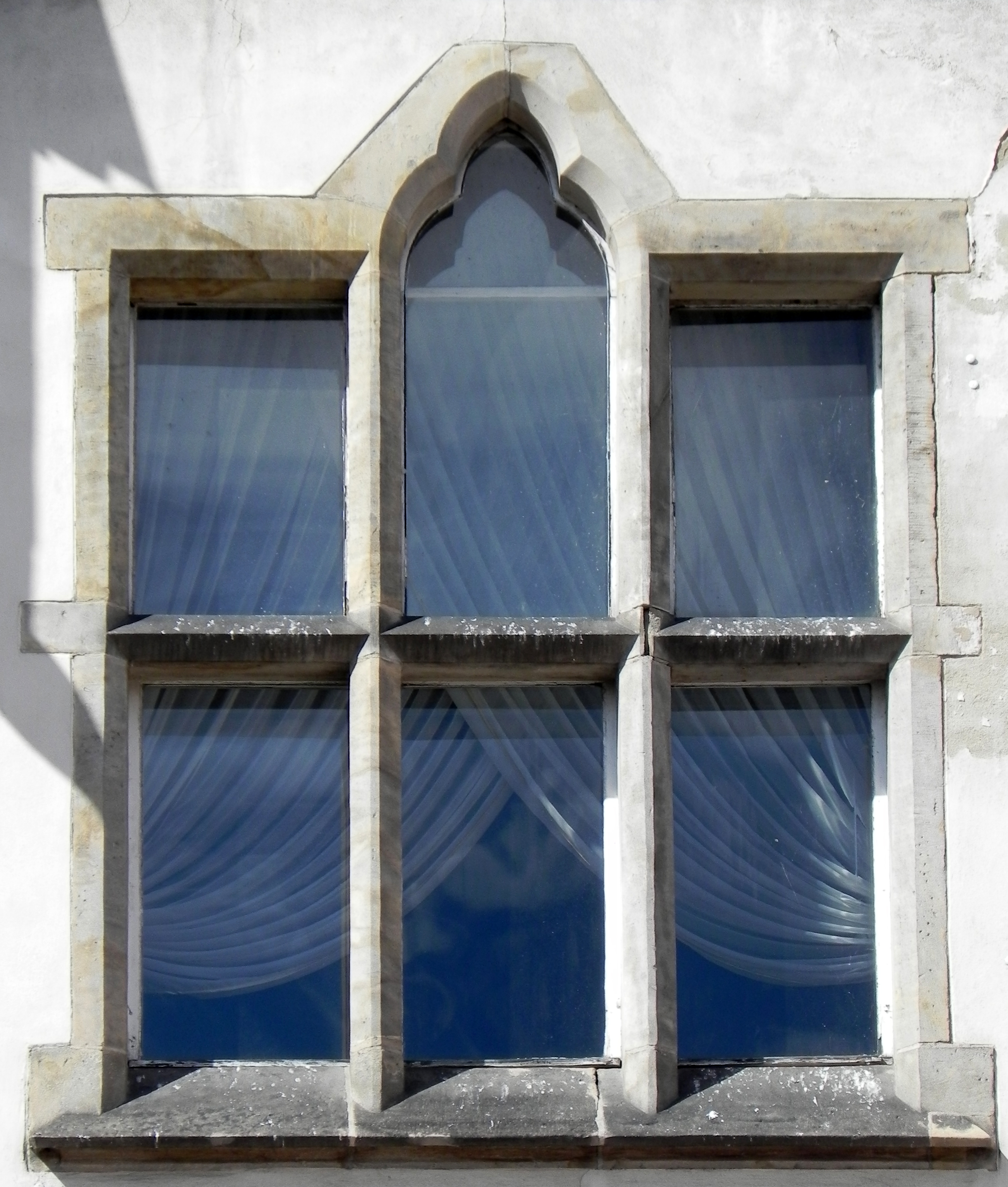
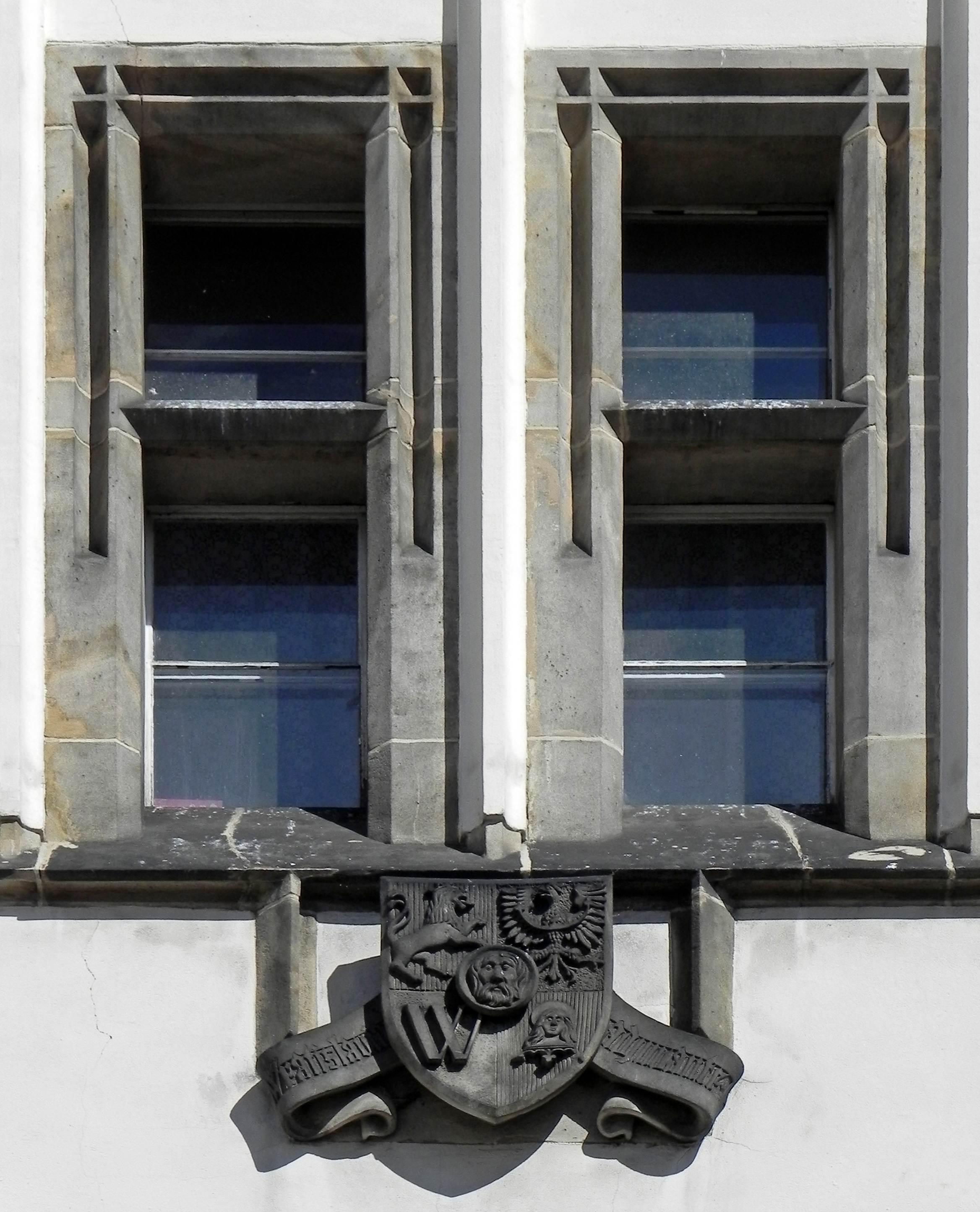
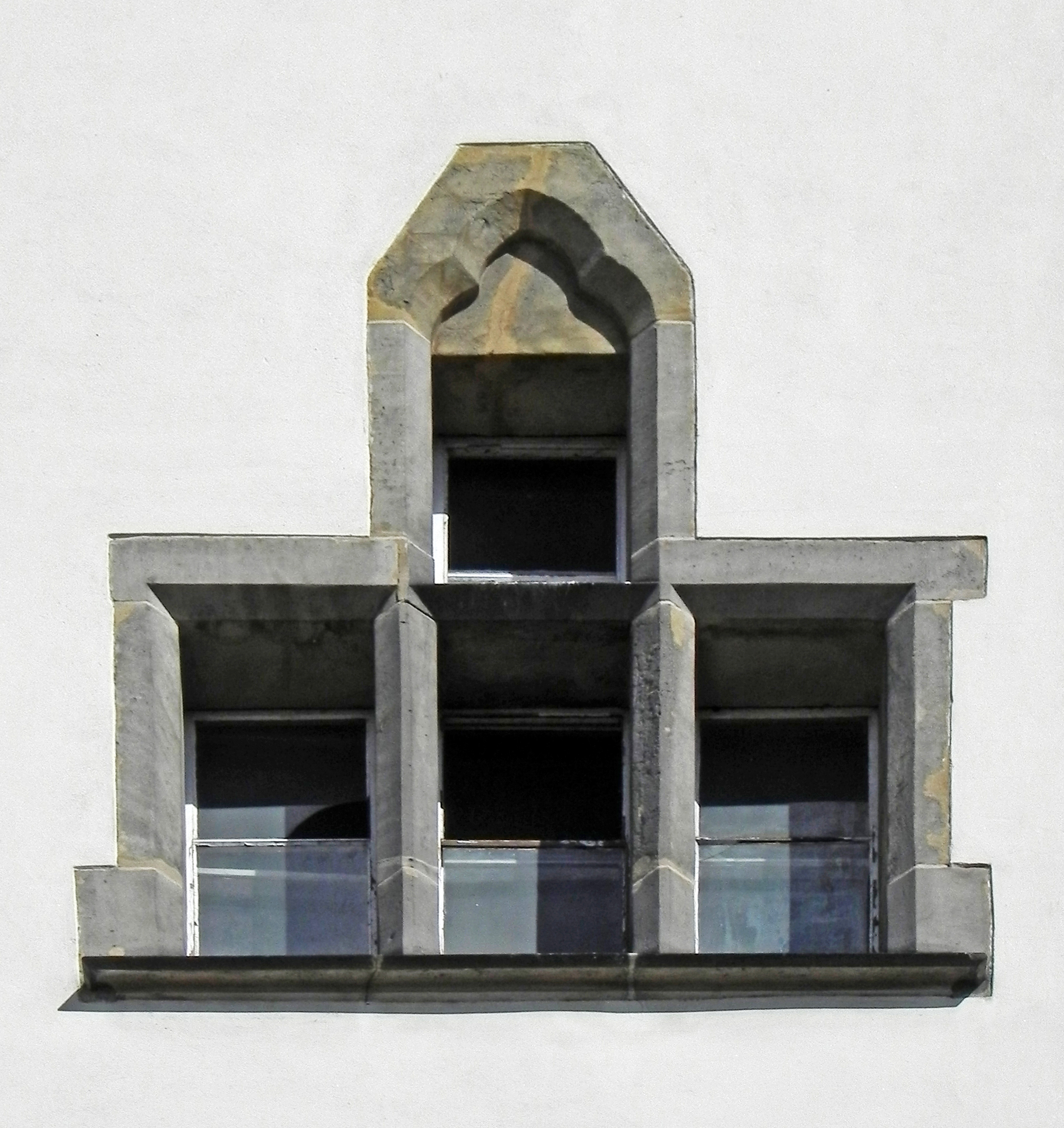
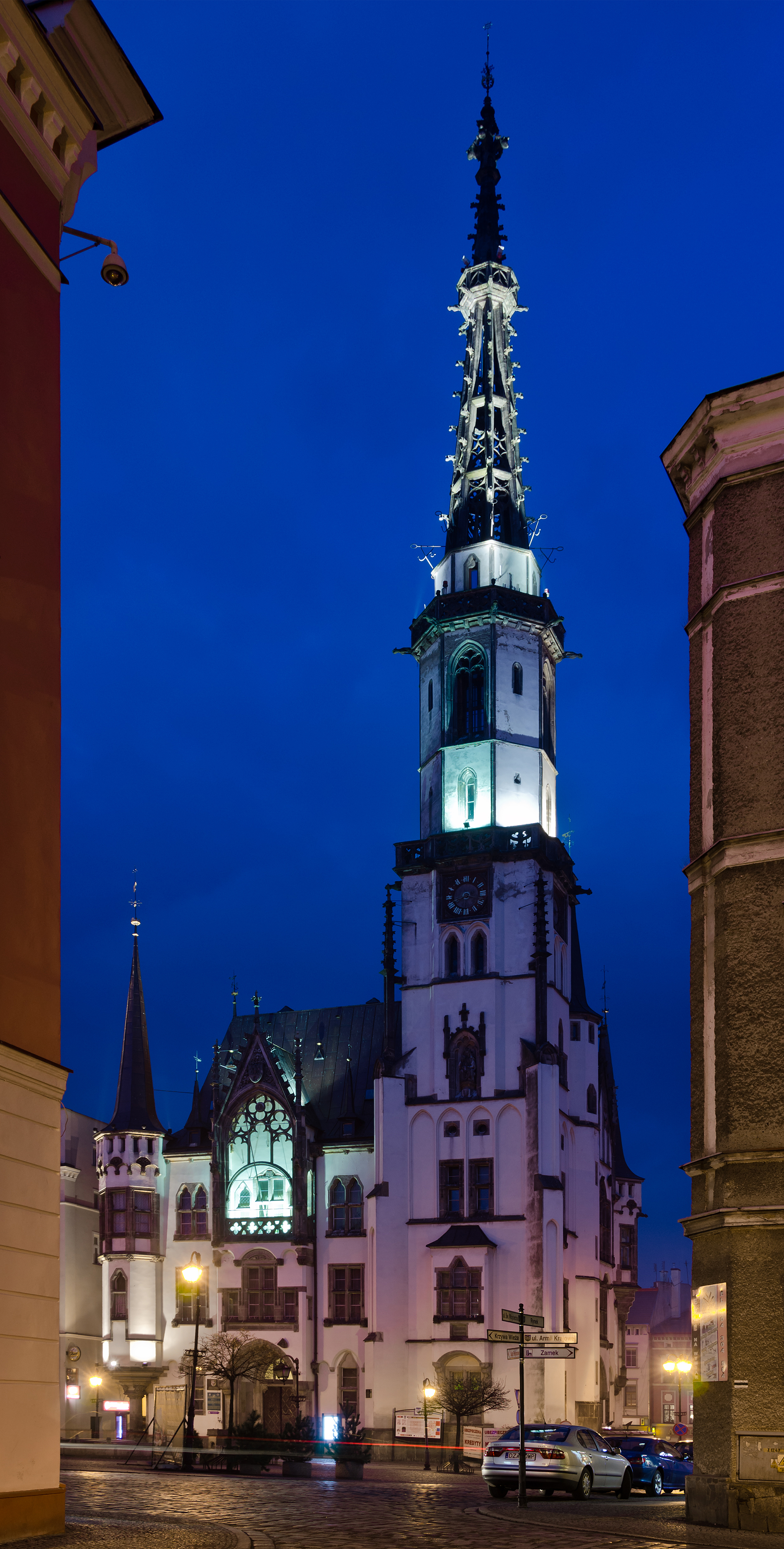
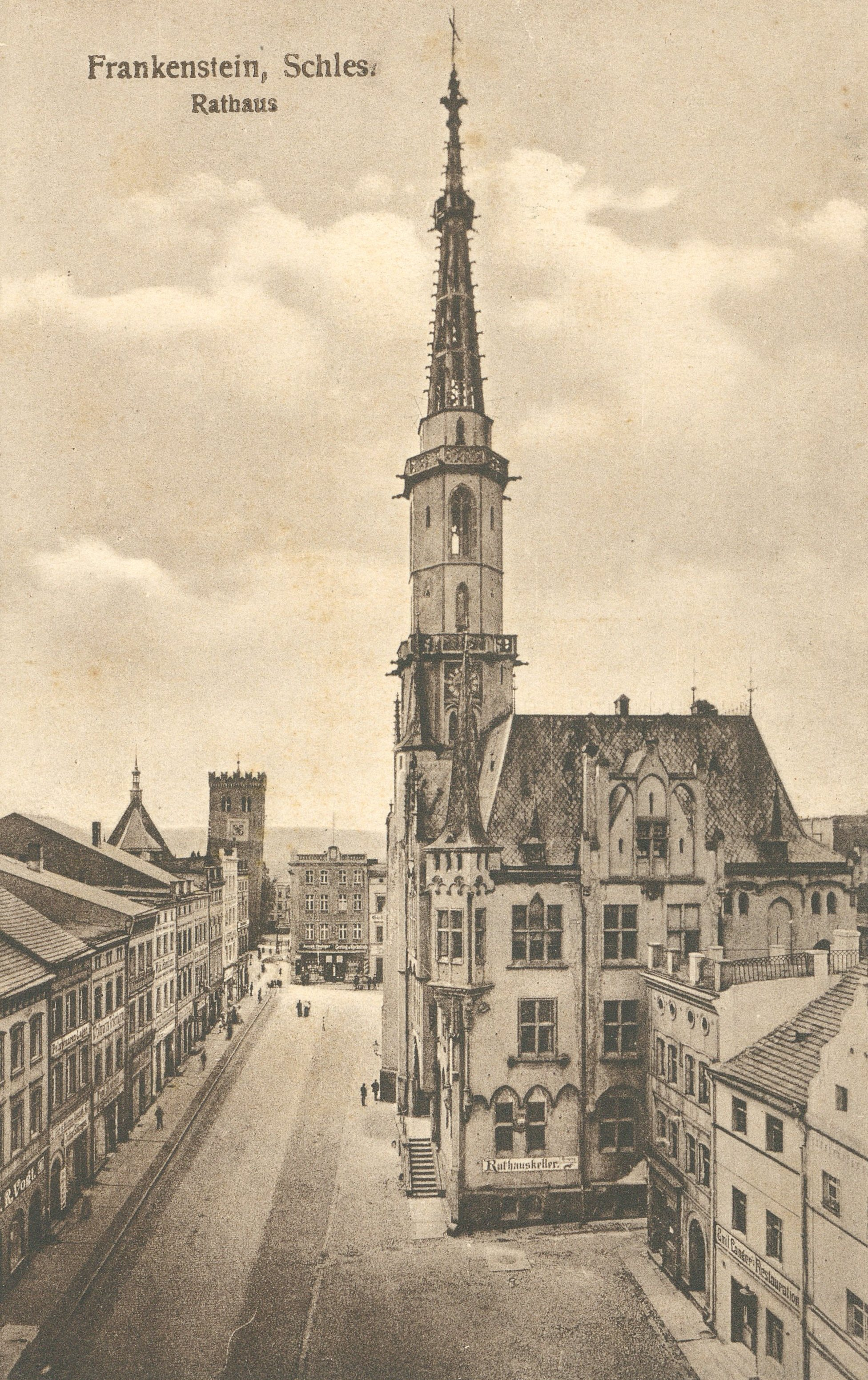